# Andrej Dimitrijevič Saharov
Andrej Dimitrijevič Saharov (rusko Андре́й Дми́триевич Са́харов), ruski fizik, kozmolog, oporečnik in borec za človekove pravice, * 21. maj 1921, Moskva, Sovjetska zveza, † 14. december 1989, Moskva.
Saharov je bil zagovornik državljanskih svoboščin in prenov v Sovjetski zvezi.

## Življenje in delo
Leta 1938 se je vpisal na Moskovsko državno univerzo (MGU). Zaradi evakuacije univerze leta 1941 med drugo svetovno vojno je diplomiral v Ašhabadu v današnjem Turkmenistanu. Po diplomi je začel delati v laboratoriju v Uljanovsku. V Moskvo se je vrnil leta 1945 in nadaljeval študij na Oddelku za teoretično fiziko na Fizikalnem inštitutu Lebedjeva Sovjetske akademije znanosti. Doktoriral je leta 1947.
Ob koncu druge svetovne vojne je Saharov raziskoval kozmične žarke. V sredini leta 1948 je sodeloval pri izdelavi sovjetske atomske bombe pod vodstvom Igorja Vasiljeviča Kurčatova. Prvo sovjetsko jedrsko napravo so preskusili 29. avgusta 1949. Preden je prešel v Sarov leta 1950 je Saharov igral glavno vlogo v naslednji stopnji, pri izdelavi vodikove bombe. Prvo sovjetsko vodikovo bombo so preskusili 12. avgusta 1953 pri Semipalatinsku, Kazahstan in pri tem uporabili konstrukcijo RDS-4 (Slojka). Saharov je leta 1953 prejel doktorat. Tega leta so ga sprejeli za stalnega člana Sovjetske akademije znanosti, prejel pa tudi prvi naziv od treh heroja socialističnega dela. Nadaljeval je z delom v Sarovu. Tu je pomembno prispeval pri razvoju sovjetskega programa vodikove bombe, s konstrukcijo, v Rusiji znano kot »Saharova tretja zamisel«, v ZDA pa Teller-Ulamov model. Kot prvo resnično vodikovo bombo RDS-37 so ga prvič preskusili 22. novembra 1955 prav tako pri Semipalatinsku. Večja izpeljanka iste vodikove bombe, na kateri je delal Saharov, je bila 50 MT carska bomba »Ivan«, najmočnejša naprava, ki je kdajkoli eksplodirala. Preskusili so jo 30. oktobra 1961 na Novi deželi.
Saharov je tudi predlagal zamisel reaktorja nadzorovanega jedrskega zlivanja tokamak, ki je še vedno osnova za večino raziskovanj na tem področju. V sodelovanju s Tammom je predlagal, da bi z magnetnim poljem v obliki svitka omejili zelo vročo ionizirano plazmo in tako nadzorovali jedrsko zlivanje.
Saharov je predlagal teorijo inducirane gravitacije kot drugo možnost namesto teorije kvantne gravitacije, kjer gravitacijsko polje ni nujno kvantizirano. Takšne teorije tudi praviloma predvidevajo velike kozmološke konstante Λ. V letu 1965 je Saharov objavil svoje prvo delo iz fizikalne kozmologije.
Zlasti po letu 1967, ko je pisal sovjetskemu vodstvu in kritiziral oboroževalno politiko, se je posvetil mirovniškemu aktivizmu, opozarjal na nevarnost jedske vojne in katastrofe ter na kršitve človekovih pravic, za kar so mu leta 1975 podelili nobelovo nagrado za mir, ki pa je ni mogel prevzeti sam (to je namesto njega storila žena Jelena Bonner). Zaradi nasprotovanja zasedbi Afganistana so ga 22. januarja 1980 internirali v Gorki, 19. decembra 1986 pa so ga pod Gorbačovom rehabilitirali. Pred smtjo je bil 1989 izvoljen v kongres oz. vrhovni sovjet ZSSR.